# 2006年中国女子足球超霸杯
2006年消防中国女子足球超霸杯是2006年由中国足球协会主办的一项足球锦标赛，由2006年中国女子足球超级联赛冠军上海上视对阵2006年中国女子足球锦标赛冠军北京兆泰。比赛于2006年11月11日在贵州省都匀市的黔南州体育场举行。最终上海上视以1比0的比分击败北京兆泰。
两队在赛后将比赛的部分奖金捐献给了一所学校。

## 赛事数据
| 2006年11月11日 15:00 UTC+8 |

| 上海上视 | 1 - 0 | 北京兆泰 |
| -------- | ----- | -------- |
| 徐媛     | 报告  |          |

| 都匀，黔南州体育场 |